# 苏丹阿都哈林大桥
槟城第二大桥正式名称为苏丹阿都哈林大桥，是马来西亚槟城的一座跨海大桥，也是东南亚第二长的跨海大桥。2006年8月，马来西亚联邦政府以贯彻“第九大马计划”批准在槟城修建第二座跨海大桥。同年11月开始动工，原计划于2013年9月竣工。2014年3月1日开通后，大桥全长24公里，其中16.9公里跨越大海。

## 名称
大桥的正式名称来自马来西亚第五、十四任最高元首兼吉打苏丹阿都哈林殿下之名。

## 坍塌事件
2013年6月7日，建设中的位于槟岛的引桥部分发生倒塌，致数人死伤，使原定于同年9月的竣工日期延后至2014年2月。